# Gorba-tetői-barlang
A Gorba-tetői-barlang Magyarország megkülönböztetetten védett egyik barlangja. A Duna–Ipoly Nemzeti Parkban lévő Gerecsei Tájvédelmi Körzetben, Tardos külterületén található.

## Leírás
A Gorba-tető fennsíkján lévő, szakadékszerű töbörből nyílik a barlang 6 m hosszú és 1,5 m széles bejárata. Majdnem 20 m mély bejárati aknája alsó részén több nyílással kapcsolódik egy tág teremhez. Ez a terem 15 m hosszú, 15 m magas és 6–10 m széles. A barlang legmélyebb pontjára, amely 26,5 m mélyen van a bejárattól mérve, levezet a terem meredeken lejtő aljzata. A barlang vékonypados-táblás alsó jura mészkő ÉNy–DK irányú törésvonala mentén keletkezett. Létrejöttében a beszivárgó vizek korróziója és sorozatos omlások is jelentős szerepet játszottak, de genetikája összességében még nincs megállapítva. A terem felső részében szép függő-, szalma- és állócseppkövek, cseppkőoszlopok figyelhetők meg, a végponti részen pedig farkasfogas cseppkőzászló alakult ki. Mindig nyirkosak a barlang falai, de csak időnként jönnek létre csepegések.
A Gerecse Barlangkutató és Természetvédő Egyesület végzett denevér-megfigyeléseket a Gorba-tetői-barlangban, amelyek során 2 denevérfaj; kis patkósdenevér és közönséges denevér jelenlétét állapították meg a csoporttagok. Az észlelési adatok és a néha fellelhető friss ürülék alapján a barlang kis faj- és egyedszámú alkalmi téli denevérszálláshelynek, ugyanakkor kis egyedszámú, közepesen fajgazdag párzóhelynek tekinthető.
1994-ben volt először Gorba-tetői-barlangnak nevezve a barlang az irodalmában.

## Kutatástörténet
Az 1989. július 29-i barlangbejáráskor a Gerecse Barlangkutató Egyesület megállapította, hogy nincs a Gorba-tetői-barlangban denevér. Az 1990. szeptember–októberi MKBT Műsorfüzetben az van írva, hogy az MKBT 1990. évi központi kutatótábora (1990. július 13–29.) során a Gorba-tetői-barlang felső és alsó terméből sok omladék lett eltávolítva, ezért megszűnt az omlásveszélyes törmeléklejtő, de csak a tábor utolsó napjaira vált támadhatóvá a nagyon biztató végpont.
Az 1990. évi Karszt és Barlangban az olvasható, hogy az MKBT 1990. évi központi kutatótábora (1990. július 13–29.) során feltáró kutatás a Központi-Gerecse négy részterületén történt. A Gorba-tető 3 karsztobjektumában folyt feltáró kutatás. A Gorba-tető, az Öreg-Kovács és a Nagy-Pisznice barlangjainak kutatásához az ezeken a helyeken dolgozó csoportok rendelkeznek engedélyekkel. A Gorba-tetői-barlang 1989-ben kb. 50 m hosszúságig és 23 m mélységig lett felfedezve. A barlang végpontjára támaszkodó instabil törmeléklejtő gátolta a tág barlang további feltáró kutatását. Ezt a kissé agyagos, kisebb-nagyobb kőtömbökből álló, néhány helyen cseppkőkéreggel kötött omladékot, amely a felső és az alsó teremben alakult ki, nagyrészt sikerült eltávolítani. Csak a tábor utolsó napjaira vált támadhatóvá a végpont a sok kitöltés miatt. Rendkívül ígéretes a további bontás.
A Gorba-tetői-barlangból, a Muflon-barlangból és a Pisznicei-zsombolyból jelentős mennyiségű csontmaradvány került elő a feltáró munka közben. A gyűjtött anyag feldolgozását Kordos László részben elvégezte, részben végzi a Magyar Állami Földtani Intézetben. A Gorba-tetői-barlang feltárásakor, a bejárat közelében lévő szakasz humuszos-kőtörmelékes kitöltéséből rendszeresen kerültek napvilágra kerámiamaradványok. A meglehetősen rossz megtartású, nagyon töredezett leleteket tábori látogatásuk, valamint helyszínelésük során begyűjtötték a Komárom Megyei Múzeumi Igazgatóság szakemberei. A Balassa Bálint Múzeumba lett szállítva az ezt követően talált anyag. A táborban végzett geológiai megfigyelések közül kiemelkedő jelentőségű a Gorba-tetői-barlangban és a közelében feltárt Tüzes-barlangban a triász-jura réteghatár azonosítása, mely kiváló lehetőséget nyújt kőzettani-morfológiai, tektonikai és rétegtani vizsgálatok végzéséhez. Ez utóbbi vizsgálatok elősegítik a terület geológiai felépítésének és karsztfejlődésének részletesebb megismerését.
Az 1994. évi Limesben publikált, Kordos László által írt összefoglalásban meg van említve, hogy a Gorba-tetői-barlang alsó termében lévő omladékból, a csontok megtartási állapota és színezete alapján kevert rétegtani helyzetből gyűjtött csontokat a Megalodus Barlangkutató Csoport az MKBT 1990. évi központi kutatótábora alkalmával. A csontok: Rhinolophus hipposideros, Pitymys subterraneus, Ursus arctos, Meles meles, Bos sp., Capra sp., Sus scrofa és Homo sapiens. Az 1994. évi Limesben napvilágot látott, Denevérmegfigyelések a Gerecse-hegység barlangjaiban című összeállítás szerint a Gorba-tetői-barlangban 1989 és 1992 között csak 3 denevérellenőrzést végeztek Juhász Mártonék, amelyek közül a 2 nyári eredménytelen volt, de 1992. december 27-én egy közönséges denevért figyeltek meg a barlangban. Fentiek, illetve a barlang kutatóitól kapott információk alapján minden bizonnyal stabil téli szálláshellyé válik a nemrég feltárt barlang.
Az 1994. évi Limesben lévő, Székely Kinga által írt dolgozatban az lett publikálva, hogy a 4640/24 barlangkataszteri számú Gorba-tetői-barlang Bertalan Károly barlangleltárában nincs benne. A Barlangtani Intézetben a barlangnak kataszteri törzslapja, térképe, fényképe és kutatási törzslapja van, de nincs irodalmi törzslapja. Az 1994. évi Limesben közölt, Visszapillantás a tatabányai barlangkutatás elmúlt 25 évére című tanulmányban az olvasható, hogy 1990-ben készült el a Gorba-tetői-barlang bejáratának kiépítése és lezárása. A Megalodus Barlangkutató és Geológiai Szakcsoport 1995. évi jelentése szerint 1995-ben a szakcsoport tagjai folytatták a Gerecse hegységben lévő Gorba-tetői-barlang feltárását. Teherbíróbb ácsolatot és megbízhatóbb lezárást készítettek. A Tatai Városi TV videódokumentációt készített, amely le lett vetítve. A barlang részletes térképei a következő évi jelentéshez lesznek mellékelve.
A Megalodus Barlangkutató és Geológiai Szakcsoport 1996. évi jelentésében az van írva, hogy a csoport feltárótábort tartott 1996. május 23–26. között és július 12–16. között (ebben a táborban 19-en vettek részt) a barlangnál. A Gorba-tetői-barlangban 1996-ban aránylag kevés előrehaladás történt. A csoporttagok kb. 8 m³ üledéket távolítottak el, de ebből kb. 2 m³-t nem vittek ki a felszínre. Nem találtak új barlangrészt. Még sok meddő munka várható, mert csak a barlangtalp gondos eltávolításával lesz biztonságos a továbbjutás. A lejárati részben sok csontot találtak, köztük emberi csontokat, koponyát is. Meg kell erősíteni a lejárati részt a meglazult sziklák miatt. Veszélyessé vált a régi csörlőállás, ezért le fogják bontani, majd fémből újat építenek. Nem észleltek behatolási kísérletet a barlangba. A Karszt és Barlang 1997. évi évfolyamában szó van arról, hogy a Megalodus Barlangkutató és Geológiai Szakcsoport 1997-ben folytatta a Gorba-tetői-barlang (Gerecse hegység) feltáró kutatását és kb. 12 m³ anyagot távolított el a barlangból. Az 1997. augusztus 1-i, az 1997. december 29-i és az 1998. február 21-i barlangbejárásokkor a Gerecse Barlangkutató és Természetvédő Egyesület megállapította, hogy nincs a barlangban denevér.
1998. május 14-től a környezetvédelmi és területfejlesztési miniszter 13/1998. (V. 6.) KTM rendelete szerint a Duna–Ipoly Nemzeti Park Igazgatóság illetékességi területén, a Gerecse hegységben található Gorba-tetői-barlang az igazgatóság engedélyével látogatható. 2005. szeptember 1-től a környezetvédelmi és vízügyi miniszter 22/2005. (VIII. 31.) KvVM rendelete szerint a Duna–Ipoly Nemzeti Park Igazgatóság működési területén, a Gerecse hegységben található Gorba-tetői-barlang a felügyelőség engedélyével látogatható.
Jánoska Péter 2005. évi jelentése szerint 2005-ben nem történt feltáró tevékenység a Gorba-tetői-barlangban. A barlang fölé elhelyezett vasszerkezet ácsolatot a két főtartó és kereszttartó gerenda, valamint a korlátok kivételével ellopta ismeretlen tettes. Jánoska Péterék jelezték a lopást a rendőrségnek. Felszínre hozták és a kutatási környezetből eltávolították a barlangba ledobált faanyagot, talicskát. A barlang felszínének környékén rendszeresen terepkarbantartást végeztek. Az erdőből néha elszállították a bulizó fiatalok elhagyott szemetét. Tervezték, hogy 2006-ban feltérképezik a barlangot, pótolják az ellopott ácsolatszerkezetet, a régi, nem használt vasajtót kiszerelik és elszállítják, a barlangot lopásmentesítik, rendszeresen karbantartják (pl. ledobált szemét kiszállítása). A jelentésben látható az ácsolat megmaradt részének fényképe.
2005-ben Magyarósi János és Polacsek Zsolt felmérték a barlangot, majd a felmérés felhasználásával elkészült a Gorba-tetői-barlang hosszmetszet térképe (nézet iránya: 240), alaprajz térképe és 2 keresztmetszet térképe. Az alaprajz térképen látható a 2 keresztmetszet elhelyezkedése a barlangban. A Duna–Ipoly Nemzeti Park Igazgatóság működési területén, a Gerecse hegységben elhelyezkedő, 4640/24 kataszteri számú Gorba-tetői-barlang, 2006. február 28-tól, a környezetvédelmi és vízügyi miniszter 8/2006. KvVM utasítása szerint, megkülönböztetett védelmet igénylő barlang.
A Juhász Márton által írt, 2007-ben publikált tanulmányban részletesen ismertetve van a barlang. A publikációban az van írva, hogy a Tardoson (Komárom-Esztergom megye) lévő Gorba-tetői-barlang közhiteles barlangnyilvántartási száma 4640-24, UTM-kódja CT08D2. A barlang 55 m hosszú és 26,5 m mély. A barlangban a Gerecse Barlangkutató és Természetvédő Egyesület 1989 és 1998 között 4 téli és 4 nyári denevér-megfigyelést végzett, amelyek közül 2 téli volt eredményes. A megfigyelések során 2 denevérfaj, kis patkósdenevér (Rhinolophus hipposideros) és közönséges denevér (Myotis myotis) fordult elő a barlangban.
| Dátum              | Rhin. hip. | Myo. myo. |
| ------------------ | ---------- | --------- |
| 1992. december 27. | –          | 1         |
| 1996. december 27. | 1          | –         |

A Megalodus Barlangkutató és Geológiai Szakcsoport 1990-ben a barlang alsó termében lévő omladékból, a csontok megtartási állapota és színezete alapján kevert rétegtani helyzetből gyűjtött csontmaradványokat. Kordos László megállapította (1994), hogy a csontmaradványok között Rhinolophus hipposideros maradványok vannak. A Budapesti Denevérvédelmi Csoport hálózásos befogásainak eredményei, amelyeket a barlangbejárat előterében végzett: 1996. augusztus 2. Myotis daubentonii (4), Myotis myotis (1), Plecotus auritus (2), Barbastella barbastellus (4); 1997. augusztus 1. Myotis myotis (1); 1998. július 29. Myotis daubentonii (6), Myotis mystacinus (2), Myotis myotis (3), Plecotus auritus (3), Barbastella barbastellus (3); 1999. augusztus 5. Myotis daubentonii (2), Myotis myotis (1), Eptesicus serotinus (2), Plecotus auritus (2), Barbastella barbastellus (1).
A barlang a Duna–Ipoly Nemzeti Park Igazgatóság vagyonkezelői hozzájárulásával látogatható. A feltáró kutatás során, a bejárati akna és az alsó teremrész mélyebben történt összekapcsolásával elvesztette funkcióját a barlang rácsajtós lezárása. Az emberi zavarás veszélye azonban elhanyagolható mértékű a barlang jellege miatt. Védelmi intézkedés, beavatkozás jelenleg nem szükséges. A barlangban végzett denevér-megfigyelésekkel kapcsolatos irodalom Juhász Márton 2 kéziratából és 1 publikációjából, illetve Kordos László 1 publikációjából áll.
2007. március 8-tól a környezetvédelmi és vízügyi miniszter 3/2007. (I. 22.) KvVM rendelete szerint a Duna–Ipoly Nemzeti Park Igazgatóság működési területén lévő Gerecse hegységben elhelyezkedő Gorba-tetői-barlang az igazgatóság engedélyével tekinthető meg. A Duna–Ipoly Nemzeti Park Igazgatóság működési területén lévő és 4640-24 kataszteri számú Gorba-tetői-barlang, 2012. február 25-től, a vidékfejlesztési miniszter 4/2012. (II. 24.) VM utasítása szerint, megkülönböztetetten védett barlang. 2013. július 19-től a vidékfejlesztési miniszter 58/2013. (VII. 11.) VM rendelete szerint a Gorba-tetői-barlang (Gerecse hegység, Duna–Ipoly Nemzeti Park Igazgatóság működési területe) az igazgatóság hozzájárulásával látogatható. A 2014. június 28-i barlangbejáráskor nem volt denevér a barlangban, de 2014. december 21-én 2 kis patkósdenevért és 1 közönséges denevért figyelt meg a Gerecse Barlangkutató és Természetvédő Egyesület az üregben. 2021. május 10-től az agrárminiszter 17/2021. (IV. 9.) AM rendelete szerint a Gorba-tetői-barlang (Gerecse hegység, Duna–Ipoly Nemzeti Park Igazgatóság működési területe) az igazgatóság engedélyével látogatható. A 13/1998. (V. 6.) KTM rendelet egyidejűleg hatályát veszti.

## Denevér-megfigyelések
| Dátum              | Rhin. hip. | Myo. myo. |
| ------------------ | ---------- | --------- |
| 1989. július 29.   | –          | –         |
| 1992. december 27. | –          | 1         |
| 1996. december 27. | 1          | –         |
| 1997. augusztus 1. | –          | –         |
| 1997. december 29. | –          | –         |
| 1998. február 21.  | –          | –         |
| 2014. június 28.   | –          | –         |
| 2014. december 21. | 2          | 1         |